# Ciwara

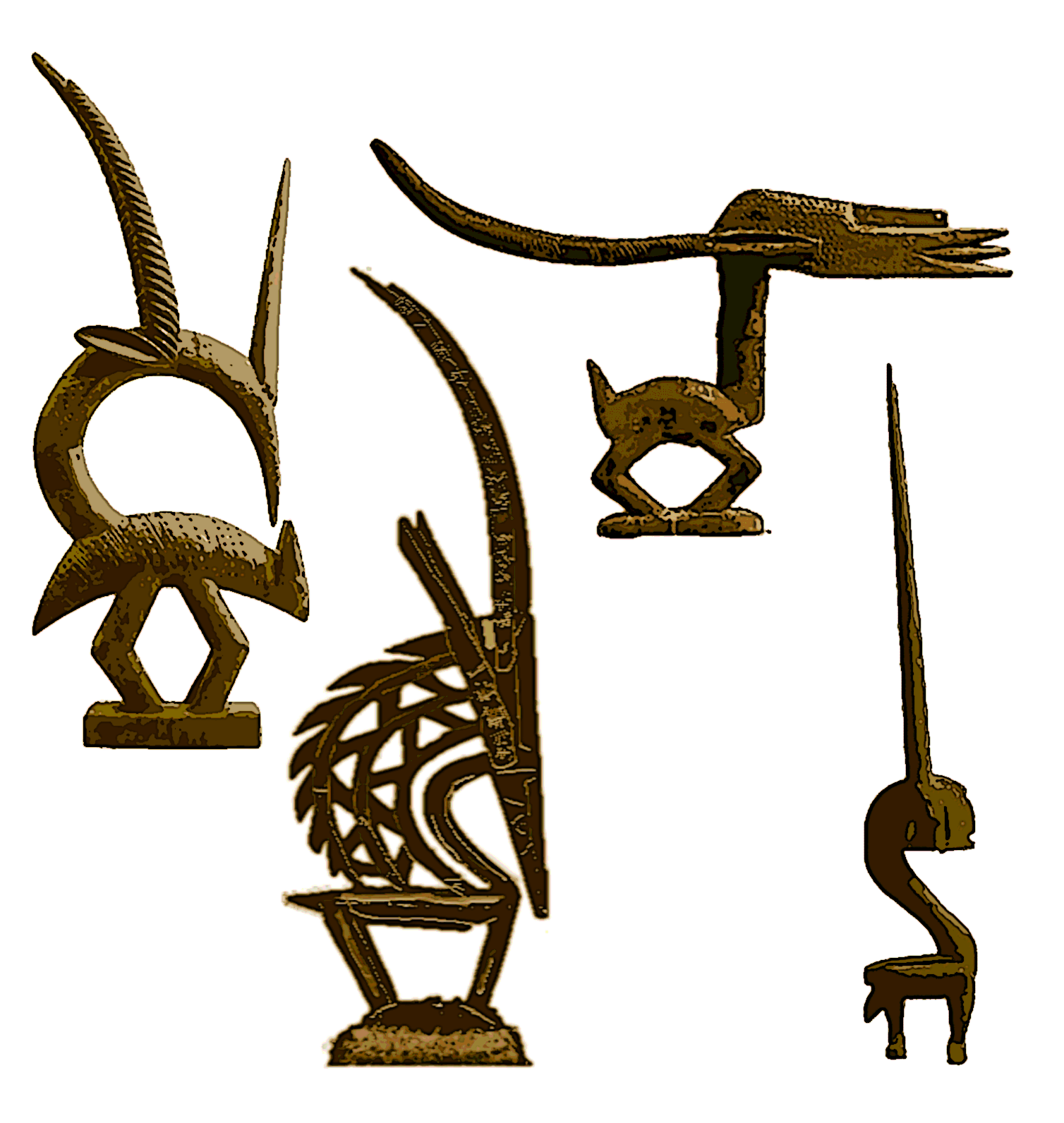
Comparaison des styles de 4 types principaux de ciwara, de gauche à droite : Style de Bougouni, « abstrait »; Style de Ségou, « vertical »; Style de Bamako, « en longueur »; style de la région de Sikasso, « abstrait », lui aussi.

Le masque Ciwara, ou encore Tyi wara, de son nom complet Tyi wara kun (du bambara prononcé tchiwara, signifiant "tête du fauve de la culture" (ci = culture, wara = lion, et kun = tête)) est un masque-cimier rituel en forme d'antilope-cheval que l'on rencontre dans la culture Bambara. C'est l'une des pièces les plus connues de l'art africain.

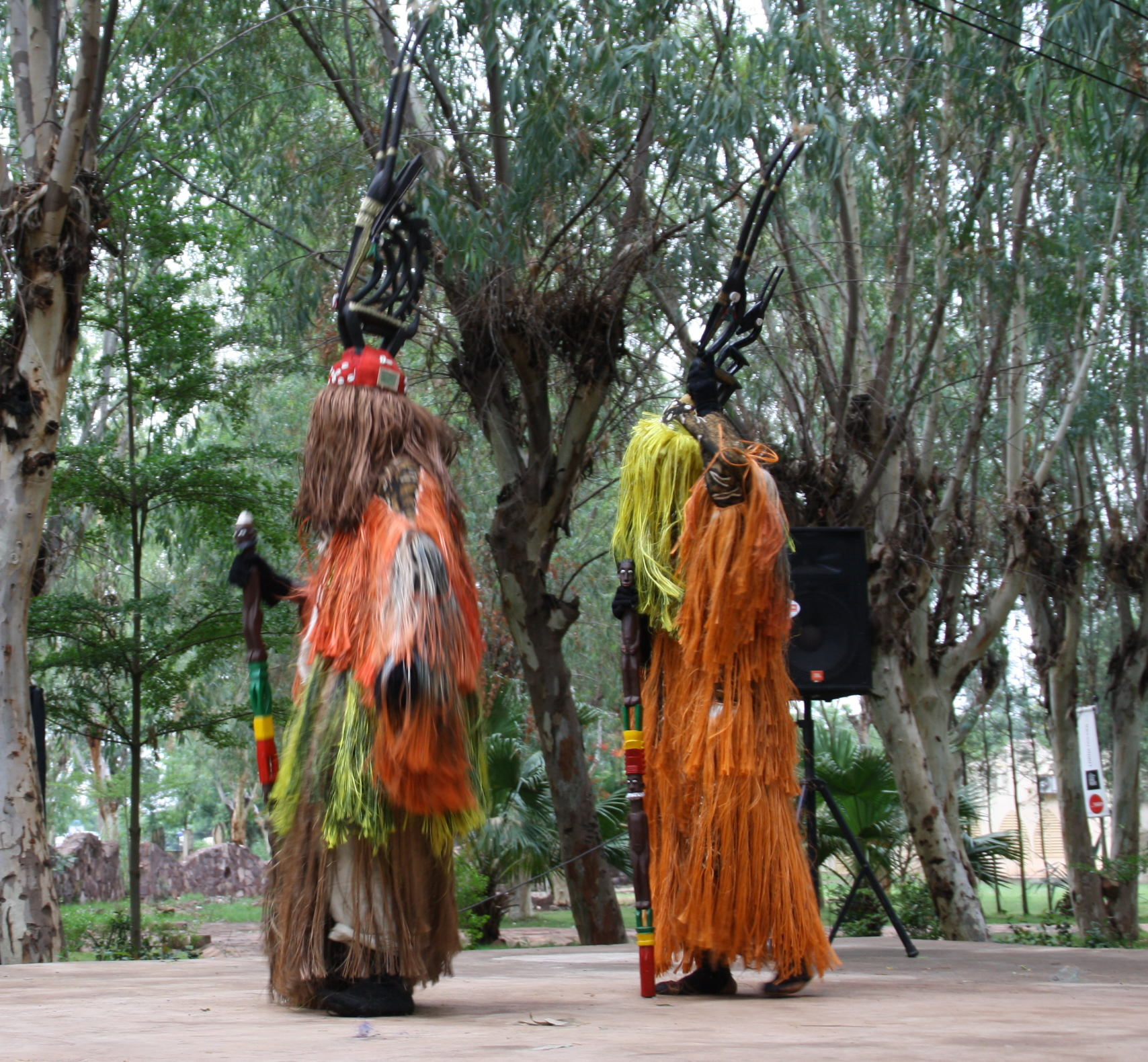
Représentation de danse avec cimiers Ciwara lors d'une démonstration à Bamako (2010)

## Usage
Le ciwara récompense, en milieu bambara, les plus grands travailleurs dans tous les domaines de la vie active.
Ce masque-cimier est utilisé lors des rites de la société ciwara, l'une des six institutions secrètes qui organisent la société bambara. Il est fixé sur la tête des danseurs, appartenant tous à la société ciwara, grâce à un bonnet en vannerie. Les danses de la société ciwara sont liées aux rites agraires et donc à l’idée de fertilité, de fécondité, d’ensemencement. Lors de ces cérémonies rituelles, le masque devenait l'attribut d'un danseur costumé qui lui donnait vie et parole. Au travers du mouvement, et du porteur plus particulièrement, le masque trouve son sens. Les ciwaras dansaient généralement en couple. Ces cérémonies ont lieu en plein jour, au milieu des champs comme au village. Elles célèbrent l’union mythique entre le soleil, qui renvoie au principe mâle, et la terre, principe féminin, tout en stimulant l’ardeur au travail des jeunes cultivateurs.

## Mythe fondateur
Il existe plusieurs versions du mythe fondateur concernant les ciwaras. Selon l'une d'elles, Ciwara était un être mi-animal, mi-humain, né d'un serpent et d'une femme, premier être humain, nommée Mousso Koroni (Mousso signifiant "femme", koro "vieille" et le suffixe -nin "petit", mais koroni veut tout simplement dire "très vieux ou très vieille" en bambara). Ciwara cultivait le sol avec ses griffes et un bâton offert par sa mère. Il était doté de pouvoirs magiques le rendant capable de transformer l'herbe en mil. Les cultures étaient ainsi tellement abondantes que les êtres humains se désintéressèrent de la question et ne firent plus attention aux récoltes. Tant et si bien que Ciwara partit en s'enfouissant dans le sol.
Pour se faire pardonner, les humains réalisèrent un autel dans lequel pouvait résider son esprit et créèrent les masques cimiers pour rappeler la mémoire et les enseignements de Ciwara.
Selon une autre version, les ciwaras évoqueraient l'histoire de Sanou Koronin ("très vieil or" en bambara), fille d'un roi bambara promise en mariage au vainqueur d'une course. Celle-ci fut remportée par un caméléon ayant triché en se faisant transporter sur le dos d'une antilope-cheval (hippotrague). Mais le caméléon mourut et ce fut donc l'antilope qui épousa Sanou Koronin.

## Variations stylistiques[7]
Selon les régions, les masques-cimiers Ciwara prennent des formes stylisées relativement différentes, dont trois principales :
|  |  |  |  |  |

### Le style de Ségou
Les masques de ce style, sans doute le plus connu, sont utilisés dans la région de Ségou, de Baninko et du Kenedougou, et ont une orientation verticale. Le dimorphisme sexuel est marqué : les ciwara masculins possèdent des cornes recourbées vers l'arrière, une crinière, un pénis proéminent. Ce cimier masculin est de taille plus importante que le cimier féminin. Ce dernier possède des cornes verticales et porte, souvent, un petit faon sur son dos.

### Le style de Bougouni
Dans la région centrale et méridionale du pays bamana, ces masques-cimiers de forme verticale sont composites. Ils sont formés d'un assemblage de motifs pris à différents animaux, greffés les uns sur les autres et montés sur un quadrupède aux pattes fléchies. La crinière est souvent stylisée sous forme d'un zigzag. Des colliers de cauris décorent souvent le bas du cou.

### Le style de Bamako (Mandé, Beledugu, Jitumu)
Dans ce style rencontré dans le Mandé, le Beledugu et le Djitoumou), le dimorphisme sexuel n'est pas marqué. Les cimiers sont horizontaux et sont généralement formés de deux parties réunies au niveau du cou par un collier ou des crochets métalliques : la tête avec de longues cornes étirées horizontalement vers l'arrière et un corps quadrupède. La gueule de l'animal est généralement ouverte, comme s'il allait crier. Les cornes, parfois surnuméraires, accueillent des figures miniatures, humaines ou animales.

### Le style de Kita
Dans la région de Kita les masques ciwara se distinguent des précédents : il s'agit d'un masque anthropomorphe plat et vertical, portant trois ou quatre cornes verticales. Le front, les joues et le nez forment un plan rehaussé. Le menton et les yeux sont, quant à eux, en retrait.

### Les cimiers-satellites
Ce style est généralement attribué à la région de Sikasso, mais a été également décrit dans d'autres régions (Bougouni, Djitoumou). On ne peut qualifier ces cimiers de "masques" car ils sont portés en marge des manifestations Ciwara. Les cimiers sont très stylisés et fondés sur un jeu complexe de lignes et de formes épurées. Souvent les cornes ne sont pas visibles.

## Ciwara, l'un des emblèmes du Mali
Les ciwaras sont aujourd'hui communément utilisés comme emblème du Mali, ou du moins comme l'une des représentations graphiques de l'art et de la culture du pays. En 2011, à l'occasion de l'exposition "Ciwara, collections du Musée du Quai Branly" au Musée national du Mali, Abdoulaye Sylla, ancien Directeur général adjoint du Musée national du Mali et Président de l’Association malienne pour la protection du patrimoine, a publié un appel pour que soit davantage respectée la signification du symbole et dénoncer l'excessive et mauvaise utilisation du Ciwara. Il regrettait notamment que ne soit généralement utilisée que la représentation mâle des ciwaras alors qu'ils s'utilisent en couple.
Entre autres exemples, voici quelques utilisations contemporaines et non rituelles du ciwara (nom ou symbole)  : 
- Le prix Ciwara. Par exemple, le "Ciwara d’exception" est la distinction nationale la plus importante qui est décernée par le chef de l'État[11].
- Le logo des compagnies aériennes Air Afrique[12] et Air Mali[13].
- Le logo d'Énergie du Mali.
- Le programme santé "Keneya Ciwara" de l'USAID[14].
- Une statue de ciwara mâle, monumental, se trouve dans le parc de la mairie du district de Bamako.
- "Ciwara info" est un journal quotidien malien.
- Un modèle de pompe hydraulique à pédale a été baptisé "Ciwara"[15].
- Le logo de la Société des Brasseries du Mali (Bramali)[16]

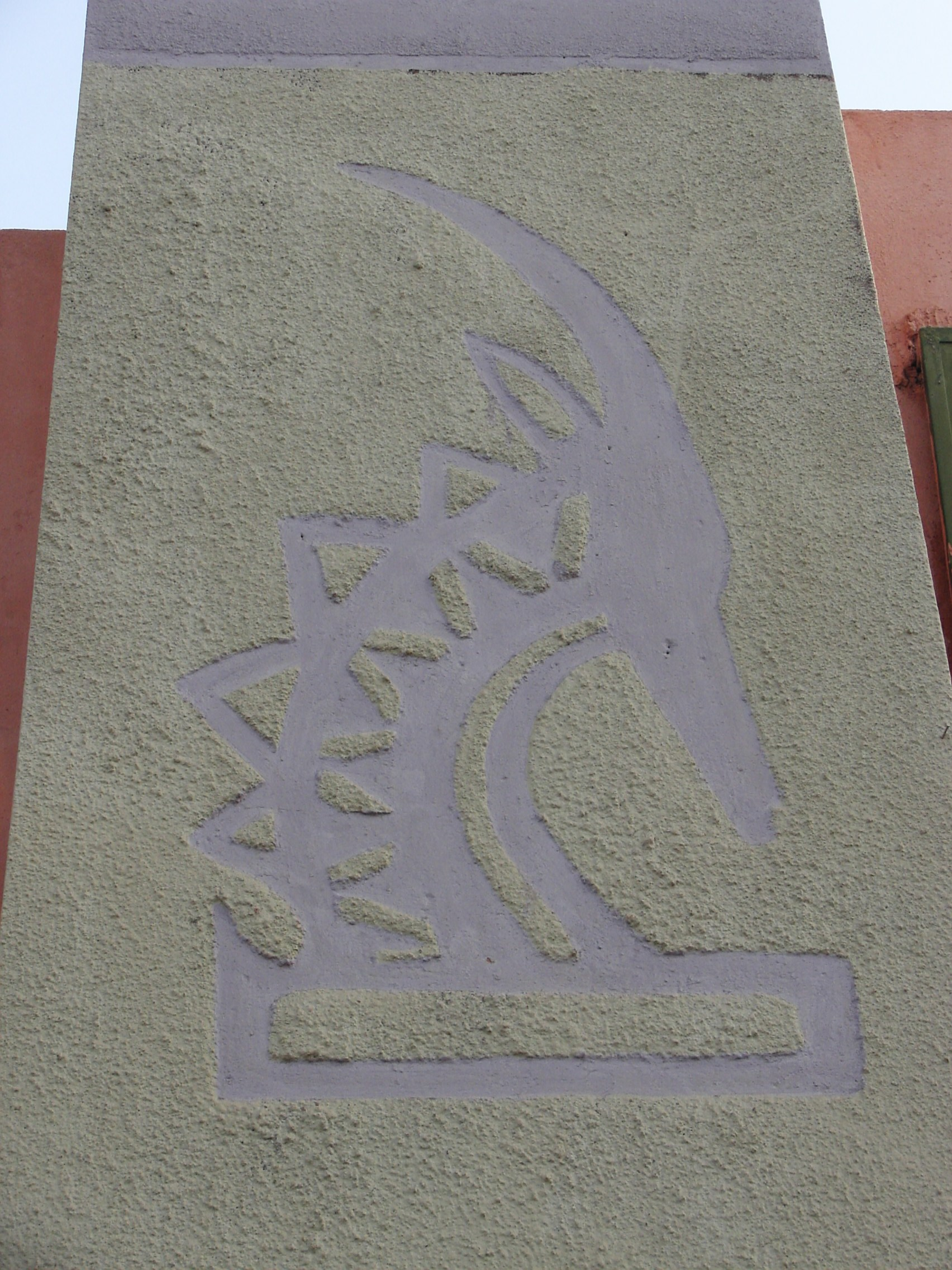
Représentation d'un ciwara sur l'un des murs de l'Institut National des Arts de Bamako
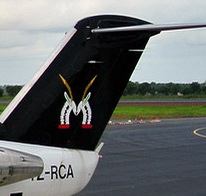
Logo de la compagnie aérienne Air Mali
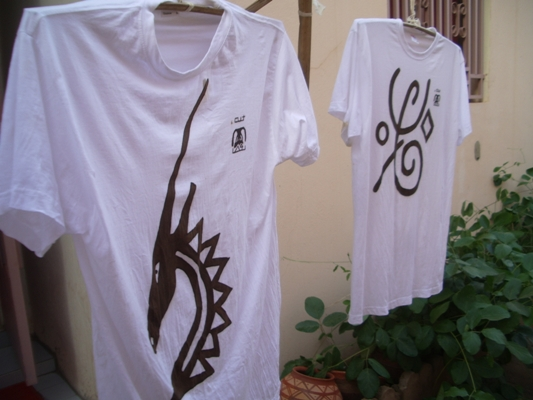
T-shirt portant une représentation de ciwara mâle

## Influence dans les arts occidentaux
Les masques Ciwara sont une des pièces les plus connues de l'art africain. Le plus ancien ciwara exposé en Europe a été acquis par le colonel Archinard et offert en 1883 au musée d'ethnographie du Trocadéro. Ces masques ont marqué et influencé divers artistes occidentaux : André Derain, Constantin Brancusi, Georges Braque ou encore Fernand Léger possédaient chacun un cimier Ciwara.
- En 1923, Fernand Léger s'inspira d'un dessin qu'il fit de Ciwara pour réaliser les costumes du ballet La Création du monde.
- Entre 1993 et 2000, Lorenzo Pace a réalisé une sculpture monumentale à Manhattan, appelé Triumph of the spirit, inspiré d'un masque Ciwara femelle[17].

## Photographies

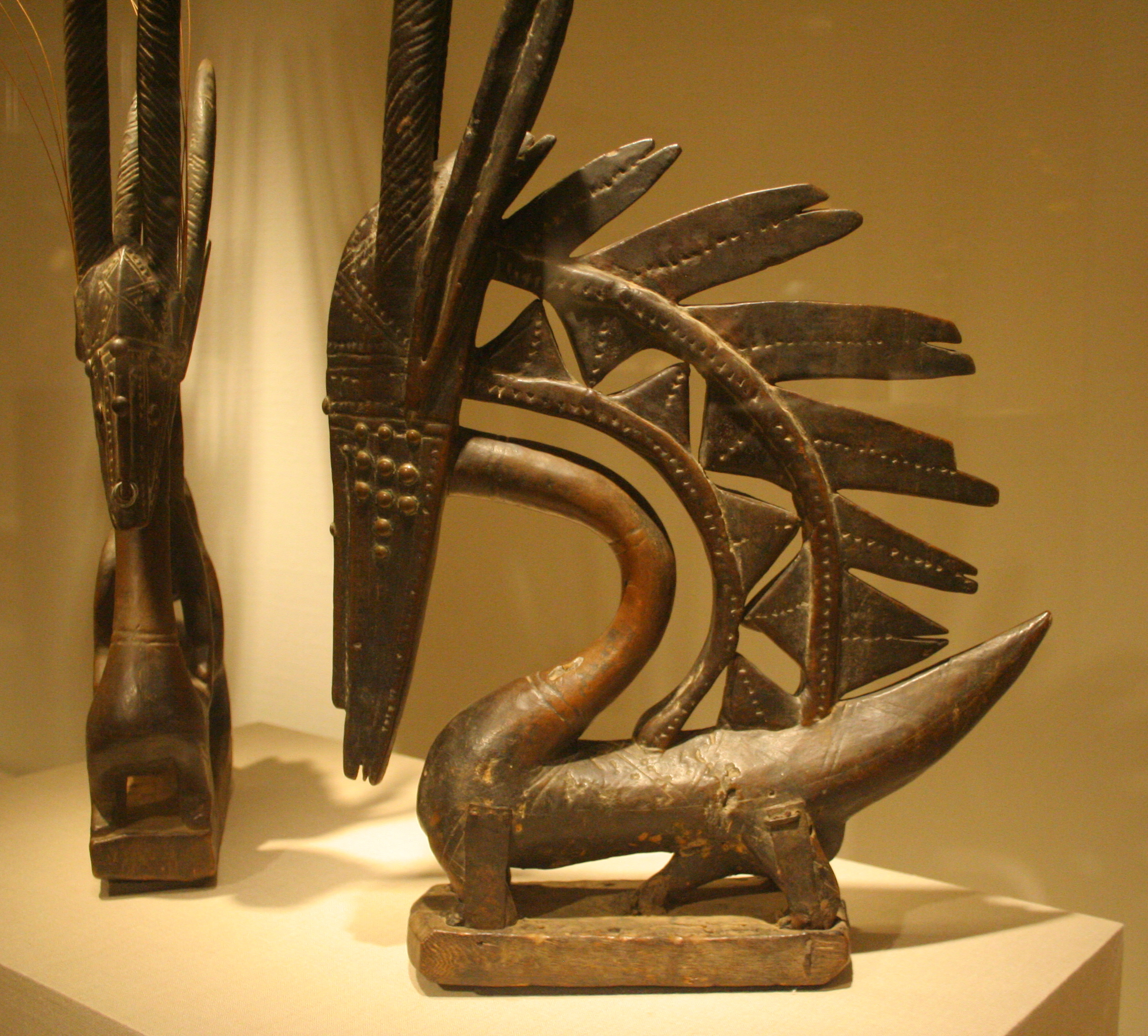
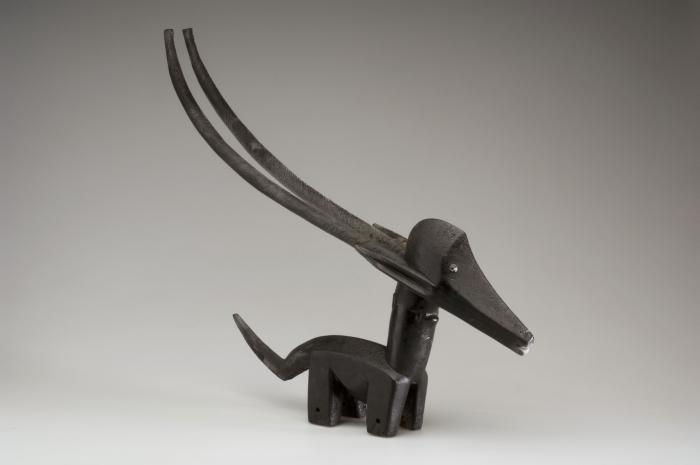
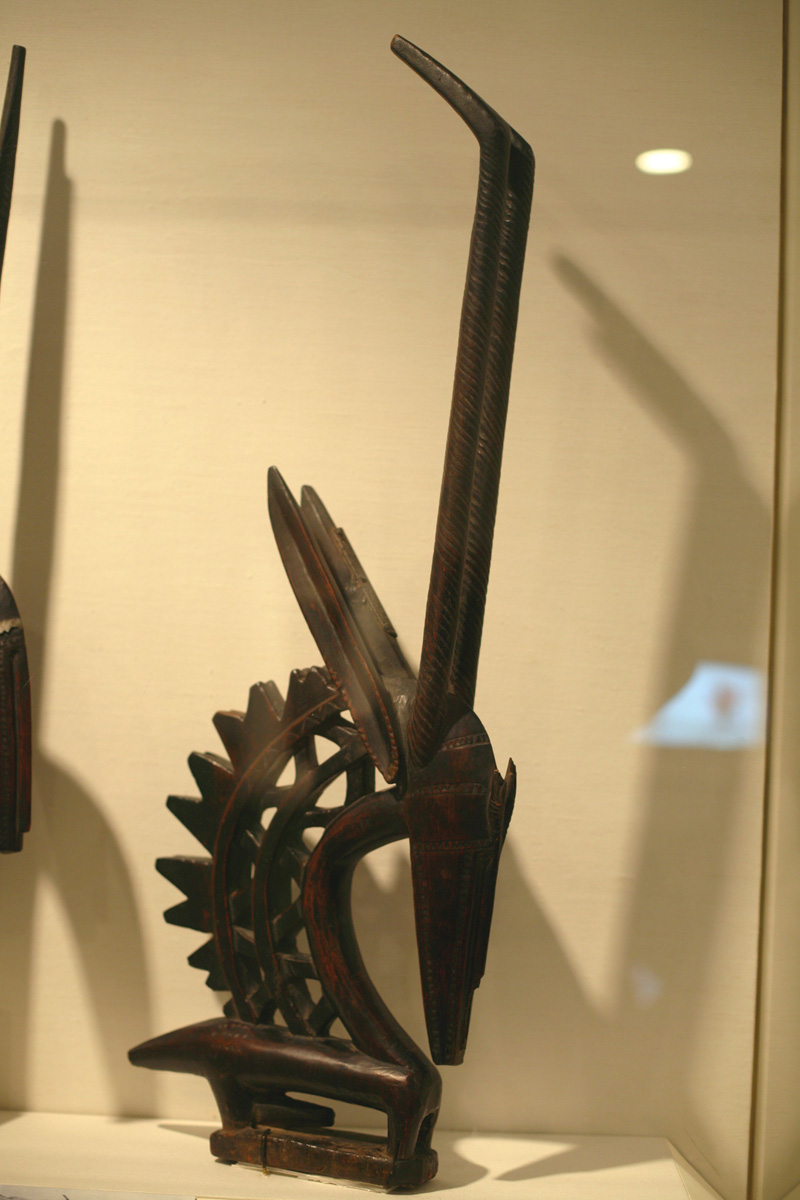
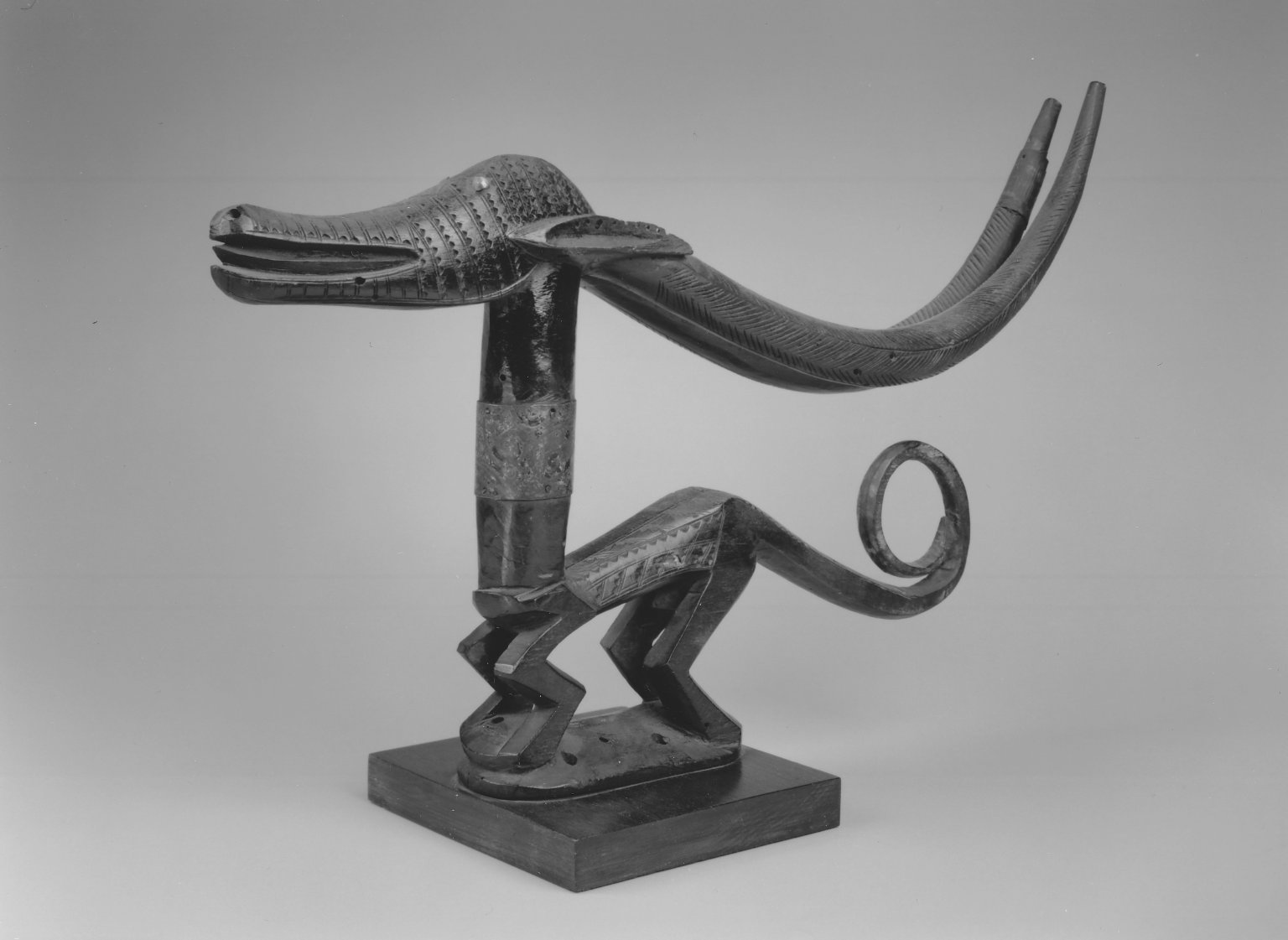
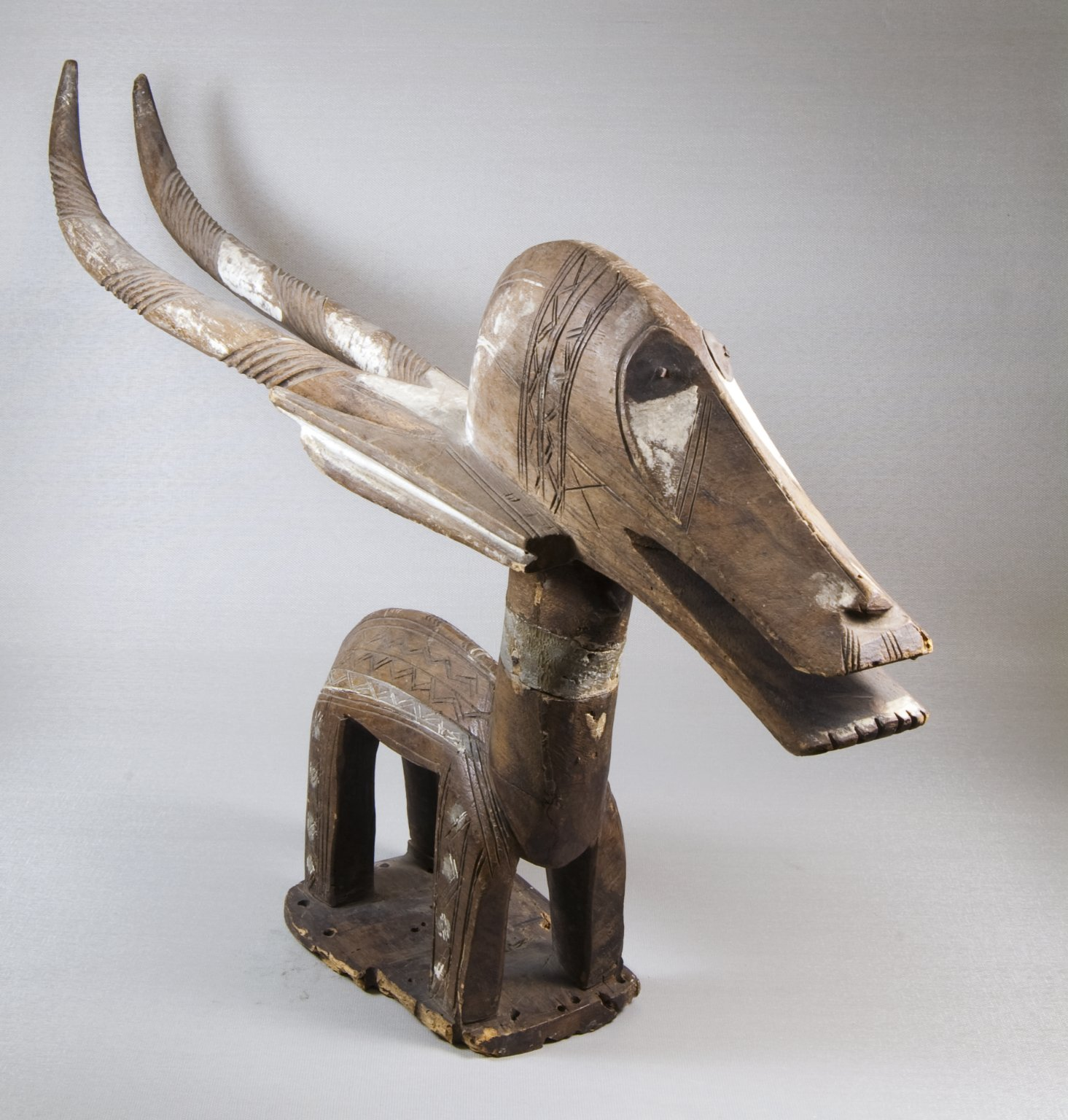
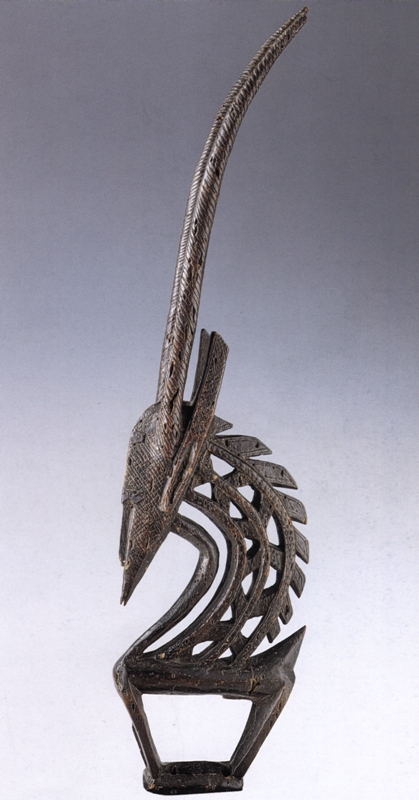
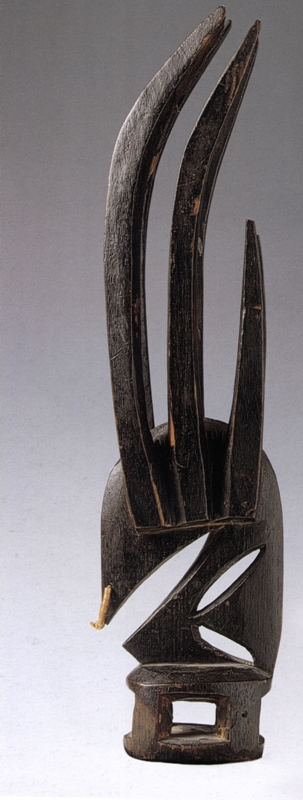
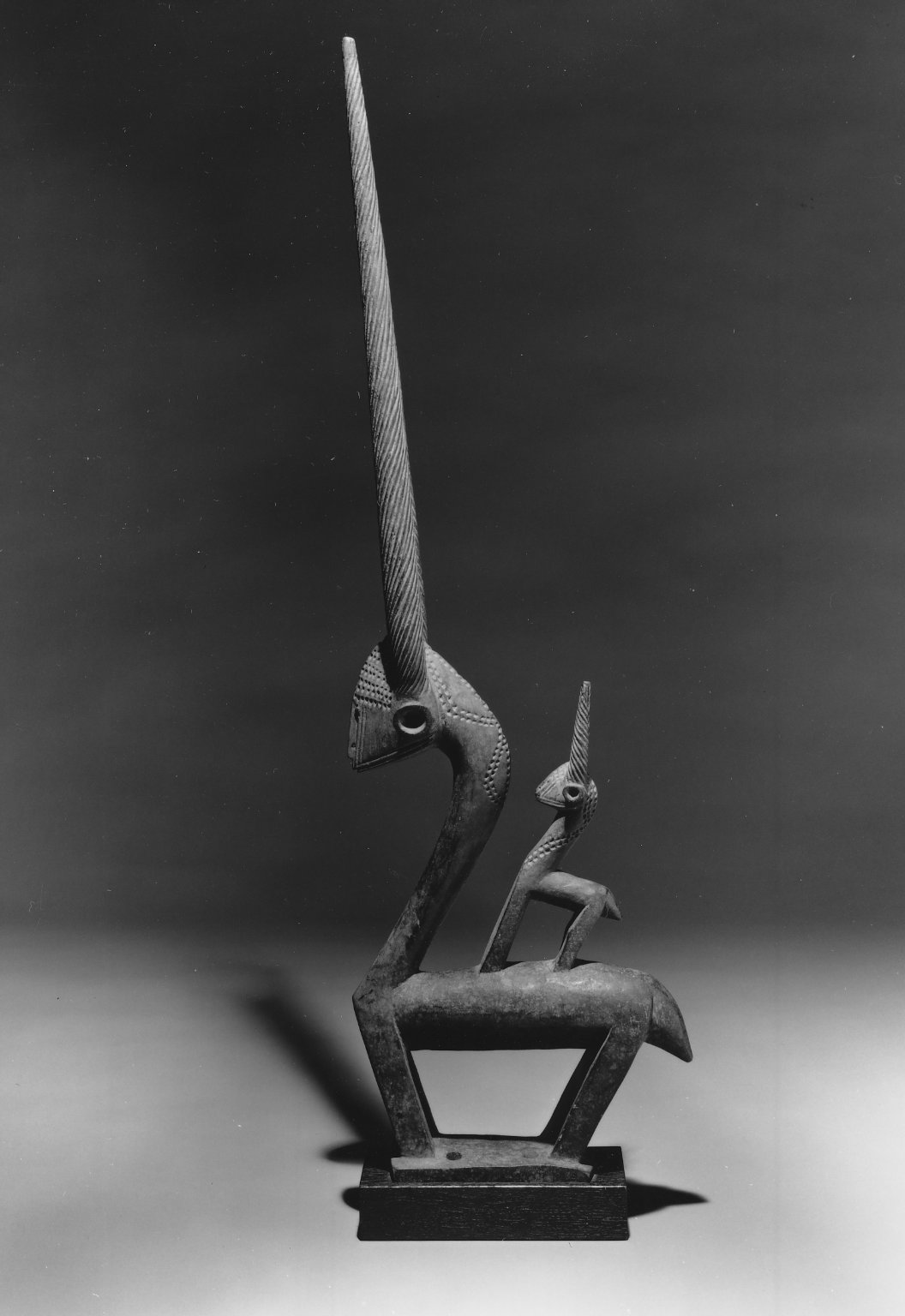